# Fleury (Aisne)
Fleury é uma comuna francesa na região administrativa de Altos da França, no departamento de Aisne. Estende-se por uma área de 6,51 km². Em 2010 a comuna tinha 137 habitantes (densidade: 21 hab./km²).